# Ligament large
 (mai 2023).

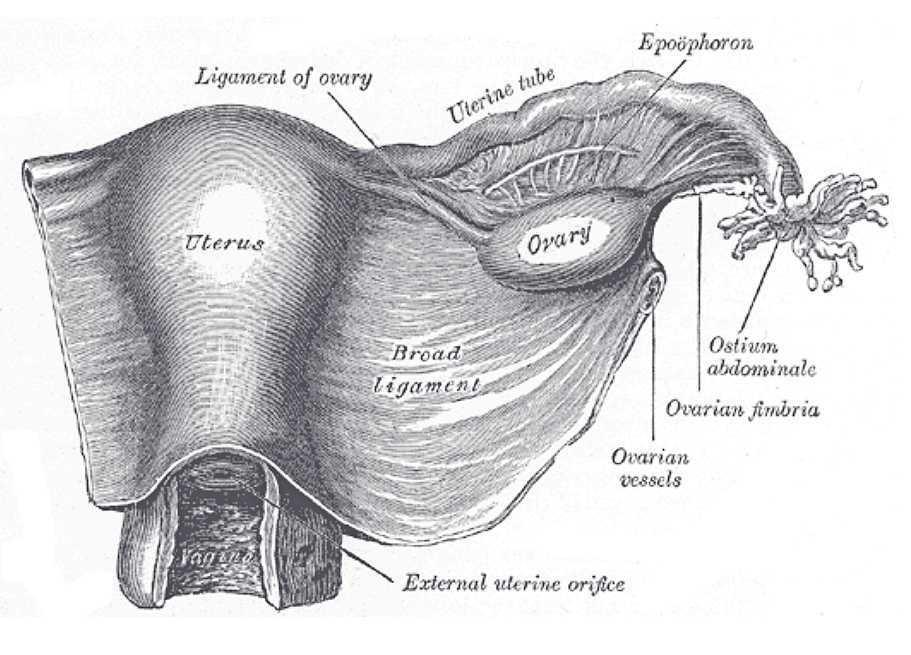
Utérus et ligament large.

Le ligament large est un ligament qui soutient l'appareil reproducteur femelle chez les mammifères. Il se compose de deux feuillets péritonéaux qui tapissent chacune des faces de l'utérus, il relie cet organe à la paroi pelvienne. Latéralement et vers le haut, ce ligament se prolonge par le ligament suspenseur de l'ovaire qui contient les vaisseaux ovariques.
Les deux feuillets se rejoignent au niveau de leur bord supérieur, juste au-dessus des trompes utérines qui de ce fait se retrouvent enveloppées dans un méso, le mesosalpinx, partie supérieure du ligament large. Il en va de même pour la partie postérieure des ovaires qui se retrouvent enveloppés dans le mesovarium et de l'utérus, enveloppé lui aussi (à l'exception d'une partie du col de l'utérus) dans un méso, le mesometrium qui constitue la majeure partie de ce ligament large.
La partie antérieure du ligament large constitue le mésofuniculaire, cette partie du ligament large entoure le ligament rond de l'utérus.
Ce ligament contribue donc au maintien de la position de l'utérus, des ovaires et des trompes utérines.